# Lucianna De Falco
Lucianna De Falco (Ischia, 24 luglio 1967) è un'attrice italiana.

## Biografia

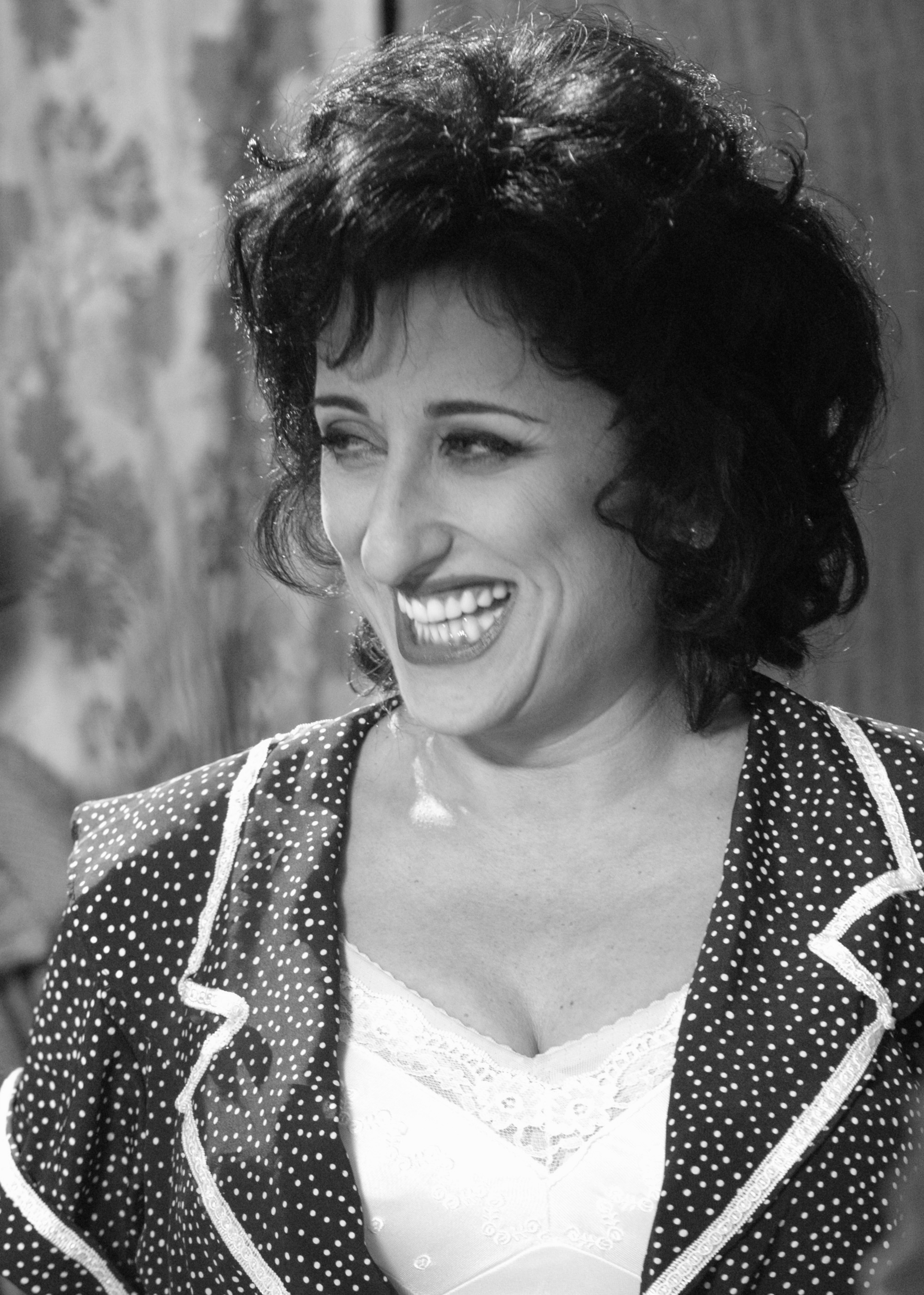
Lucianna De Falco nel 2007

Al cinema ha recitato in molti film, tra cui Teste di cocco, con Alessandro Gassmann, E adesso sesso, Il rabdomante e molti altri. È un volto conosciuto al grande pubblico anche grazie alla partecipazione fissa dal 1998 al 2006, e nuovamente dal 2020, nel ruolo di Addolorata "Dolly" Salvetti in Un posto al sole e, sulle reti Mediaset, per la partecipazione alle due serie di Sei forte, maestro. Nel 2006 è stata inoltre protagonista nella soap opera Un posto al sole d'estate.
Inoltre ha fatto parte del cast di altre fiction di successo come Un medico in famiglia, Le ragazze di piazza di Spagna, Il supermercato, Nati ieri. Nel 2014 è entrata a far parte del cast della fiction di Rai 1 Un'altra vita.

## Filmografia

### Cinema
- Sabato, domenica e lunedì, regia di Lina Wertmüller (1990)
- Diario di un vizio, regia di Marco Ferreri (1993)
- Peggio di così si muore, regia di Marcello Cesena (1995)
- Nitrato d'argento, regia di Marco Ferreri (1996)
- Roseanna's Grave, regia di Paul Weiland (1997)
- Finalmente soli, regia di Umberto Marino (1997)
- Dio c'è, regia di Alfredo Arciero (1998)
- In principio erano le mutande, regia di Anna Negri (1999)
- Fantozzi 2000 - La clonazione, regia di Domenico Saverni (1999)
- Femminile, singolare, regia di Claudio Del Punta (2000)
- Le sciamane, regia di Anne Riitta Ciccone (2000)
- Teste di cocco, regia di Ugo Fabrizio Giordani (2000)
- E adesso sesso, regia di Carlo Vanzina (2001)
- Incantesimo napoletano, regia di Paolo Genovese e Luca Miniero (2002)
- La finestra di fronte, regia di Ferzan Özpetek (2003)
- Incuboss, regia di Vincenzo Peluso (2005)
- Troppo belli, regia di Ugo Fabrizio Giordani (2005)
- Ma l'amore...sì!, regia di Marco Costa e Tonino Zangardi (2006)
- Quel pranzo della domenica, regia di Zoe D'Amaro (2006)
- Il rabdomante, regia di Fabrizio Cattani (2007)
- Il cosmo sul comò, regia di Marcello Cesena (2008)
- Un giorno perfetto, regia di Ferzan Özpetek (2008)
- Piove sul bagnato, regia di Andrea Muzzi e Bruno Andrea Savelli (2009)
- Interferenze, regia di Alessandro Capitani e Alberto Mascia (2009)
- Isabella de Rosis, regia di Geo Coretti (2011)
- Buona giornata, regia di Carlo Vanzina (2012)
- Il professor Cenerentolo, regia di Leonardo Pieraccioni (2015)
- L'ultimo Tango, regia di Giuseppe Iacono (2015)
- La parrucchiera, regia di Stefano Incerti (2017)
- Il viaggio, regia di Alfredo Arciero (2017)
- Il contagio, regia di Matteo Botrugno e Daniele Coluccini (2017)
- Ammore e malavita, regia dei Manetti Bros. (2017)
- Terra bruciata! Il laboratorio italiano della ferocia nazista, regia di Luca Gianfrancesco (2018) – documentario
- Sono solo fantasmi, regia di Christian De Sica e Brando De Sica (2019)
- I fratelli De Filippo, regia di Sergio Rubini (2021)
- Resilienza: The Rainbow Bridge, regia di Antonio Centomani (2022)
- L'amore e altre seghe mentali, regia di Giampaolo Morelli (2024)
- Tu quoque, regia di Gianni Quinto (2025)
- L'oro del Reno, regia di Lorenzo Pullega (2025)

### Televisione
- Corpi speciali, regia di Luciano Odorisio – film TV (1993)
- Un posto al sole – soap opera (1996)
- Non lasciamoci più – serie TV, episodi 1x4 (1999)
- Linda e il brigadiere – serie TV, episodi 3x1 (2000)
- Sei forte, maestro – serie TV (stagioni 1-2, 2000-2001)
- Matilde, regia di Luca Manfredi – film TV (2005)
- I Cesaroni – serie TV, episodio 3x14 (2009)
- Provaci ancora prof! – serie TV, 6 episodi (2012)
- Un'altra vita – serie TV (2014)
- Una pallottola nel cuore – serie TV (2014-2018)
- Permette? Alberto Sordi, regia di Luca Manfredi – film TV (2020)
- La voce che hai dentro – serie TV, 8 episodi (2023)

### Cortometraggi
- Turno di notte, regia di Carmen Giardina (2003)
- La grande menzogna, regia di Carmen Giardina (2007)
- L'occasione, regia di Alessandro Capitani (2010)
- The Dream, regia di Paolo Sorrentino (2014)
- Do ut des, regia di Valentina Tomada (2016)
- Buffet, regia di Alessandro D'Ambrosi e Santa De Santis (2016)
- L'Attesa, regia di Angela Bevilacqua (2019)
- L'Eredità, regia di Raffaele Ceriello (2019)
- La controra, regia di Paolo Sideri (2021)
- The Safety Girl, regia di Paolo Sideri (2023)

## Teatro
- Stabat Mater di S. Ronga
- The Tempest - Castaway Night Club, regia di Roberto Aldorasi
- Lucì, la guardiana del Faro di S Ronga L. Jacobbi
- Se il tempo fosse un gambero, regia di S. Marconi - ruolo Sora Cleofe
- W Maria, regia di L. Jacobbi
- La febbre del sabato sera, musical, regia di C. Brouwer
- Leggere il cinema / Visconti - reading dei capolavori del cinema italiano: “Bellissima”, regia di L. De Falco
- Il Contagio, regia di N. Siano
- Quel 25 Luglio a Villa Torlonia, regia di P. Pingitore
- Fedra's Love, regia di B. Pontellini
- Più o meno alle tre, regia di E. Giordano
- I dieci comandamenti di R. Viviani, regia di M. Martone
- Core è mamma di A. Savelli
- Banane firmate di M. Ragusa, regia di R. P. Siclari
- Mamma di A. Ruccello, regia di A. Savelli
- Cafè Champagne, regia di A. Savelli
- Giamburrasca, regia di A. Savelli
- Atti unici di P. De Filippo, regia di W. Manfrè
- Novecento Napoletano, regia di B. Garofalo
- Luciana La Janara Metropolitana - premio C. Durante
- Napoli Italia, regia di M. Togna
- Scaramucci, regia di N. Mascia
- Le Dormieur Revellie, da le "Mille e una Notte", regia di H.Nagmouchi
- Omaggio a Libero Bovio, regia di A. Guadagni
- Notte di guerra al Museo del Prado, regia di L. Salzano
- Viaggio nel Cafè Chantant, regia di C. Giorgio
- Napule d'o' 700 a mo', regia di C. Giorgio
- Dei Sepolcri, regia di G. Caliendo
- La collina delle abitudini, a cura di G. Margherita
- Corale n° 2, regia di M. Maraviglia
- Anais Nin, lettura di brani da "Il diario", regia di U. Vuoso
- Antigone E Antigone, regia di A. Guadagni e M. Monetta
- Atti senza parole, regia di U. Vuoso
- Il mondo comico di George Courteline, regia di M. Santella
- La Lisistrata, regia di Ugo Chiti, con Giuliana Colzi, Andrea Costagli, Dimitri Frosali, Massimo Salvianti, Lucia Socci, Gabriele Giaffreda, Elisa Proietti (2021-2022)